# Adesmia hispidula
Adesmia hispidula är en ärtväxtart som först beskrevs av Mariano Lagasca y Segura, och fick sitt nu gällande namn av Dc. Adesmia hispidula ingår i släktet Adesmia och familjen ärtväxter. Inga underarter finns listade i Catalogue of Life.